# Cvi Hendel
Cvi Hendel (hebrejsky: צבי הנדל) je izraelský politik a bývalý poslanec Knesetu za stranu ha-Ichud ha-Le'umi.

## Biografie
Narodil se 16. října 1949 v Rumunsku. V roce 1959 přesídlil do Izraele. Nedokončil vysokoškolské vzdělání. Sloužil v izraelské armádě, kde působil jako instruktor. Hovoří hebrejsky, jidiš a maďarsky.

## Politická dráha
Angažoval se v organizacích sdružujících izraelské osadníky v Guš Katif tedy v pásmu Gazy, sám žil v osadě Ganej Tal. Předsedal Oblastní radě Chof Aza a byl aktivní v radě Ješa. Publikoval články v denících Ma'ariv a Nekuda. V roce 2005 byl nuceně vystěhován ze svého domova v rámci realizace plánu jednostranného stažení.
V izraelském parlamentu zasedl poprvé po volbách do Knesetu v roce 1996, ve kterých kandidoval za Národní náboženskou stranu. Během volebního období se pak od ní odtrhl a založil vlastní politickou formaci Tkuma. V letech 1996–1999 byl členem výboru House Committee, finančního výboru a výboru pro ekonomické záležitosti. Mandát obhájil ve volbách do Knesetu v roce 1999, nyní již za střechovou kandidátní listinu ha-Ichud ha-Le'umi, do níž jako jedna ze součástí vplynula i strana Tkuma. Mandát ale získal až v říjnu 1999 jako náhradník. Zasedal ve výboru práce, sociálních věcí a zdravotnictví, výboru finančním, výboru pro ekonomické záležitosti a výboru státní kontroly.
Zvolen byl opětovně ve volbách do Knesetu v roce 2003. Byl pak členem výboru pro ekonomické záležitosti a výboru House Committee. V období 2003–2006 fungoval jako předseda parlamentního klubu poslanců ha-Ichud ha-Le'umi. V letech 2003–2004 zastával rovněž post náměstka ministra školství Izraele. Do parlamentu se dostal i po volbách do Knesetu v roce 2006. Ve funkčním období 2006–2009 byl členem výboru pro imigraci, absorpci a záležitosti diaspory, výboru pro zahraniční dělníky a výboru pro zahraniční záležitosti a obranu.
Voleb do Knesetu v roce 2009 se účastnil, ale mandát nezískal.